# J. Hamilton Lewis

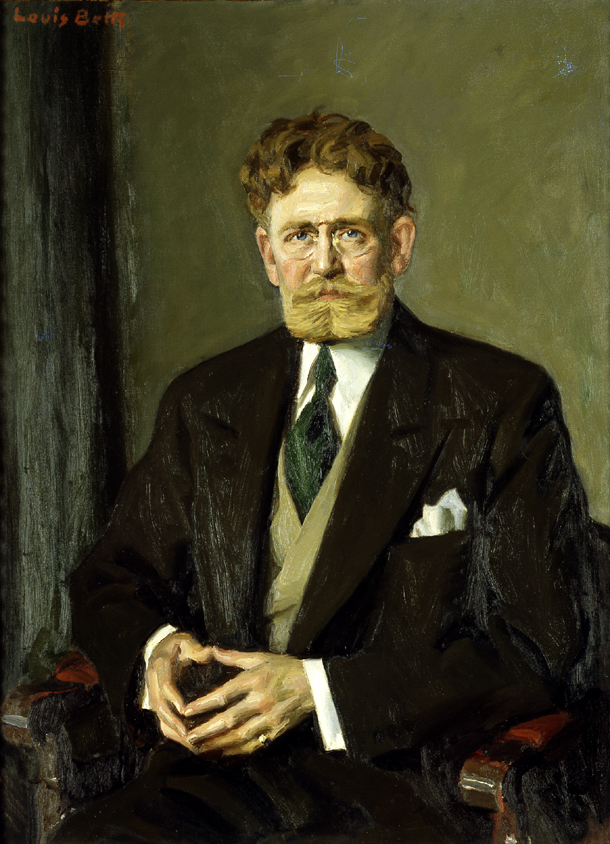
J. Hamilton Lewis

James Hamilton Lewis (* 18. Mai 1863 in Danville, Virginia, Vereinigte Staaten; † 9. April 1939 in Washington, D.C.) war ein US-amerikanischer Politiker, der beiden Kammern des Kongresses angehörte.

## Biografie
Drei Jahre nach Lewis’ Geburt verzogen seine Eltern nach Augusta (Georgia), wo er die Houghton School besuchte und nach deren Beendigung zunächst an der University of Virginia und danach die Rechtswissenschaften in einer Kanzlei in Savannah studierte. Nach seiner Zulassung zum Rechtsanwalt 1882 siedelte er 1885 in das Washington-Territorium über, wo er als Jurist in Seattle tätig war. Kurz darauf begann er seine politische Laufbahn mit der Wahl zum Abgeordneten der Legislativversammlung des Territoriums, der er von 1887 bis 1888 angehörte.
1896 wurde er für den Bundesstaat Washington als Abgeordneter in das US-Repräsentantenhaus gewählt, wo er vom 4. März 1897 bis zum 3. März 1899 als Mitglied der Demokratischen Partei den zweiten Kongresswahlbezirk seines Staates vertrat. Nachdem er 1898 bei der Kongresswahl seinem republikanischen Herausforderer Francis W. Cushman unterlegen war, trat er in die US Army ein und diente während des Spanisch-Amerikanischen Krieges als Generalinspektor im Rang eines Obersts in Puerto Rico. 1899 kandidierte er im Bundesstaat Washington erstmals für den US-Senat, erlitt jedoch eine Niederlage gegen den Republikaner Addison G. Foster.
Anschließend verzog er 1903 nach Chicago, wo er zunächst wieder als Rechtsanwalt und dann von 1905 bis 1907 als Rechtsberater einer Kapitalgesellschaft (Corporation) tätig war. 1908 kandidierte er erfolglos gegen Charles Deneen für das Amt des Gouverneurs von Illinois. 1912 erfolgte dann seine Wahl zum US-Senator. Als Inhaber des ersten Senatsmandates (Senator Class 2) gehörte er dem US-Senat vom 26. März 1913 bis zum 3. März 1919 an. Dort war von 1915 bis 1919 Vorsitzender des Ausschusses für die Ausgaben des Außenministeriums (Committee on Expenditures in the Department of State). Zugleich war er von 1913 bis 1919 Whip der demokratischen Mehrheitsfraktion. Er war der erste Senator, der diese Funktion ausübte.
1918 unterlag er seinem republikanischen Herausforderer, den Kongressabgeordneten Joseph Medill McCormick. Nachdem er 1920 auch bei seiner erneuten Kandidatur für das Amt des Gouverneurs von Illinois dem Republikaner Len Small unterlegen war, nahm er seine Tätigkeit als Rechtsanwalt wieder auf und spezialisierte sich auf Internationales Recht. 1930 gelang ihm die erneute Wahl zum US-Senator als Nachfolger des nicht mehr nominierten Charles Deneen. Dem US-Senator gehörte er wiederum als Inhaber des ersten Senatsmandates von Illinois nach seiner Wiederwahl 1936 vom 4. März 1931 bis zu seinem Tod am 9. April 1939 an. Dort war von 1933 bis 1939 Vorsitzender des Senatsausschusses für Ausgaben der Regierungsbehörden (Committee on Expenditures in Executive Departments). Zwischen 1933 und 1939 war er Majority Whip.
J. Hamilton Lewis war der einzige Inhaber des ersten Senatsmandates aus Illinois, der zwei nicht aufeinanderfolgende Amtszeiten absolvierte.